# Тарталей (посёлок железнодорожного разъезда)
Тарталей —  поселок железнодорожного разъезда в Сергачском районе Нижегородской области. Относится к городскому поселению город Сергач.

## География
Находится на расстоянии примерно 5 километров по прямой на запад-юго-запад от города Сергач, административного центра района, у железнодорожной линии Арзамас-Сергач.

## Население
| 2002 | 2010 |
| ---- | ---- |
| 9    | ↘2   |